# Бутырский ручей
Буты́рский ручей — малая река в Северо-Восточном административном округе Москвы, верхний правый приток реки Неглинной. Своё название получил от одноимённой территории. Длина ручья составляла не более одного километра. По состоянию на начало 2018 года заключён в подземный коллектор, его верховья полностью засыпаны.
Река вытекала из Бутырского пруда вблизи деревни Бутырки, впадала в Неглинную у Савёловского вокзала. Постоянного течения ручей не имел. В современном рельефе выделяется в виде небольшого понижения вдоль Стрелецкой улицы.